# Cầu Mapo
Cầu Mapo là cây cầu bắc qua sông Hán ở Hàn Quốc và nối hai quận Mapo và Yeongdeungpo. Cầu có chiều dài khoảng 1.400 mét, bề rộng 10 làn xe. Phía nam cầu là Trung tâm Tài chính Quốc tế Seoul. Ngoài ra, tàu điện ngầm Seoul tuyến 5 có đi qua dưới cây cầu này, nối liền hai ga Yeouinaru và ga Mapo. 
Đây là cây cầu được biết đến với số lượng vụ tự tử nhiều nhất xảy ra trong khu vực.

## Lịch sử
Cầu Mapo được xây dựng vào ngày 29 tháng 2 năm 1968 và khánh thành vào ngày 16 tháng 5 năm 1970, với độ dài dự kiến khoảng 1.680 mét. Sau khi khánh thành, cầu có chiều dài 1.380 mét. Ban đầu, cầu có tên là Cầu Seoul, nhưng đến ngày 13 tháng 11 năm 1984, cây cầu được đổi tên thành cầu Mapo cho đến thời điểm hiện tại.
Năm 1993, cây cầu có dấu hiệu xuống cấp và nhà chức trách Hàn Quốc đã lên kế hoạch sửa chữa, gia cường vào tháng 10 cùng năm. Tuy nhiên, sau sự việc cầu Seongsu bị sập, tháng 12 năm 1996, một đơn nguyên mới được xây dựng kế bên và thông xe vào 2 giờ chiều ngày 3 tháng 7 năm 2000. Đồng thời, phần cầu cũ cũng đã được phá dỡ để xây dựng lại và thông xe toàn tuyến vào ngày 17 tháng 10 năm 2005, với việc bề mặt cầu mở rộng từ 6 làn lên 10 làn xe và các đường nhánh xuống cầu được nới rộng ra. Tổng kinh phí của việc nâng cấp, mở rộng cầu Mapo hơn 221 tỷ won.
Từ tháng 8 đến tháng 11 năm 2008, để cải thiện môi trường cho người đi bộ và mở rộng lề bộ hành, cầu bị giảm từ 10 làn xe xuống còn 8 làn xe.

## Vấn đề tự sát
Từ năm 2010 cho đến hiện nay, đây được cho là cây cầu xảy ra nhiều vụ tự sát nhất Hàn Quốc. Vì nằm trong lối ra số 1 của ga Mapo, người đi bộ có thể tiếp cận dễ dàng nên đã có 85 vụ tự tử xảy ra từ năm 2008 cho đến cuối năm 2012. Theo Viện Nghiên cứu Công nghệ Seoul, số lượng vụ cố gắng tự tử bằng cách nhảy từ những cây cầu bắc qua Sông Hán lên đến 2.500 vụ, trong đó 36% nằm tại chiếc cầu này. Cứ ba người nhảy thì có một người đến chiếc cầu này. Tỷ lệ giải cứu thành công những vụ tự sát này tăng đáng kể, từ 51.6% năm 2010 lên 96% tính đến năm 2019.
Năm 2012, chính quyền Hàn Quốc và Samsung Life Insurance đã khởi xướng một dự án biến "cầu tự tử" thành "cầu sự sống", sau khi thống kê thấy 90% những vụ tự sát xảy ra tại cây cầu này. Trong đó, Samsung Life Insurance sẽ cung cấp tài trợ thông qua hình ảnh, lời nói, và tượng khuyến cáo rằng không nên nhảy cầu. Vì số lượng các vụ tự sát quá nhiều, cũng trong thời gian này, chính quyền Hàn Quốc đã cho lắp đặt một hàng panel và thiết bị chống tự tử, trong đó có những dòng chữ khích lệ nhằm ngăn chặn những vụ tự tử xảy ra, tuy nhiên sau khi lắp thì số lượng vụ tự sát ngày càng tăng lên, thậm chí tăng lên gấp 6 lần vào năm 2013. Đến năm 2014, con số này đã lên gấp 12 lần, từ 15 vụ vào năm 2012 lên đến 184 vụ.
Ngày 26 tháng 7 năm 2013, một nhà nam quyền tên Sung Jae-ki đã lên cầu Mapo nhảy xuống sông nhằm kêu gọi mọi người quyên góp tiền trả nợ cho tổ chức của ông. Đài truyền hình KBS đã quay lại cảnh này, và bị chỉ trích ngay sau đó.
Năm 2016, nhằm ngăn chặn các vụ tự tử xảy ra, hàng rào trên chiếc cầu này được nâng cao hơn 1 mét, tuy nhiên không khả quan vì nhiều người vẫn muốn tự sát bằng cách chọn nhảy qua khoảng trống. Gần đây, hàng rào này còn được lắp đặt thêm thiết bị sử dụng AI nhằm ngăn chặn nhiều vụ tự sát xảy ra hơn. Ngoài ra, một chốt điện thoại được đặt tại cây cầu này.

## Trong văn hóa đại chúng
Năm 2014, phim Avengers: Đế chế Ultron có lấy bối cảnh tại cây cầu này.

## Hình ảnh

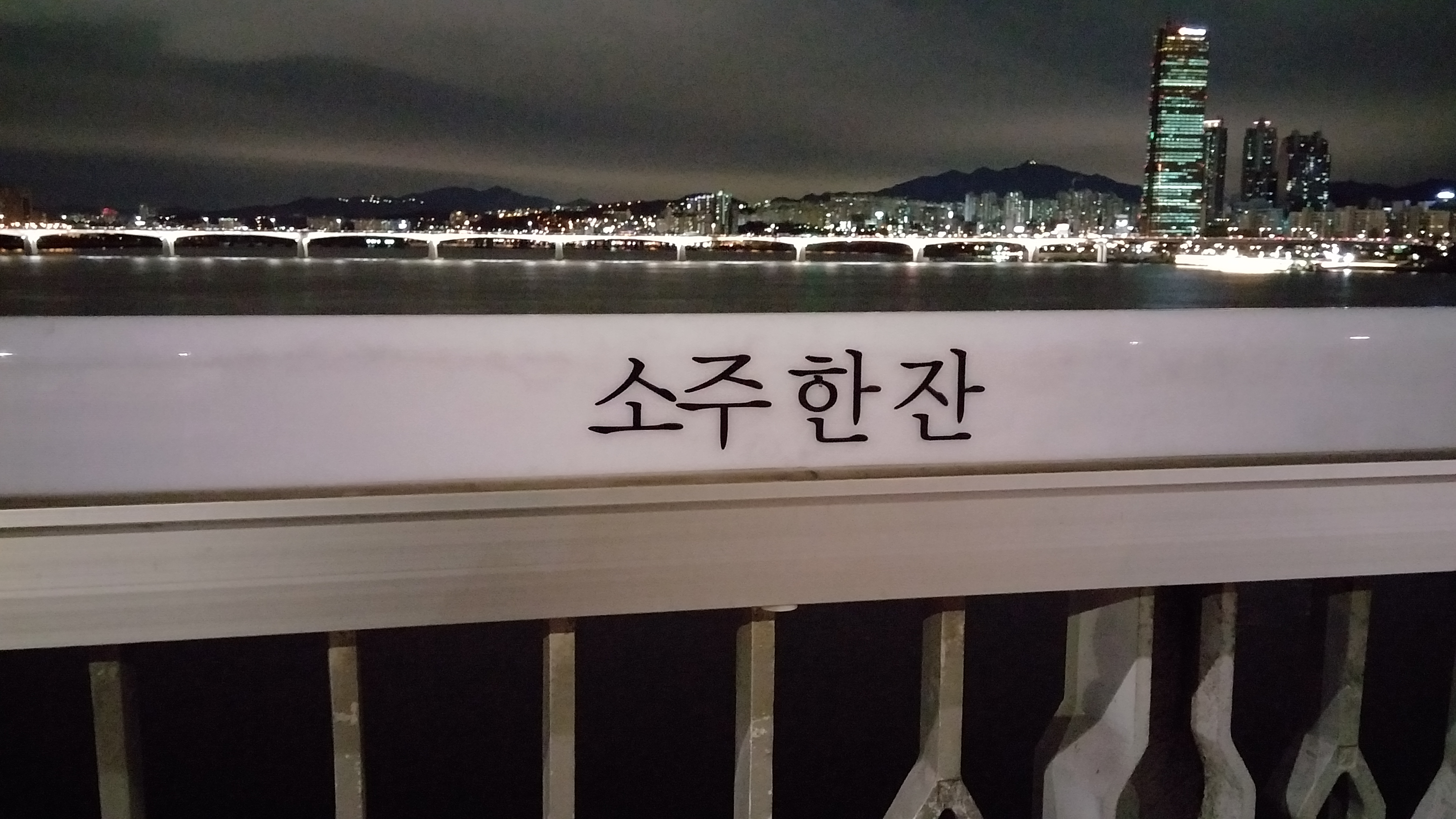
Dòng chữ khích lệ trên cầu Mapo
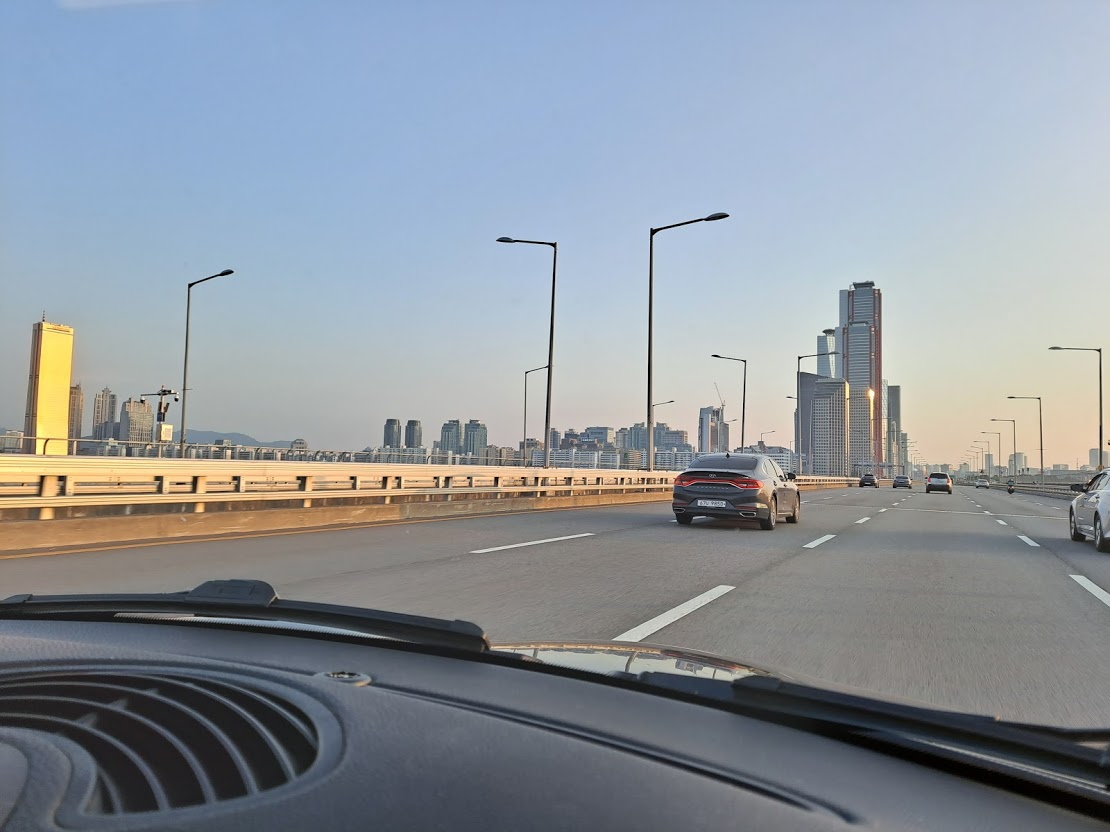
Trên cầu Mapo
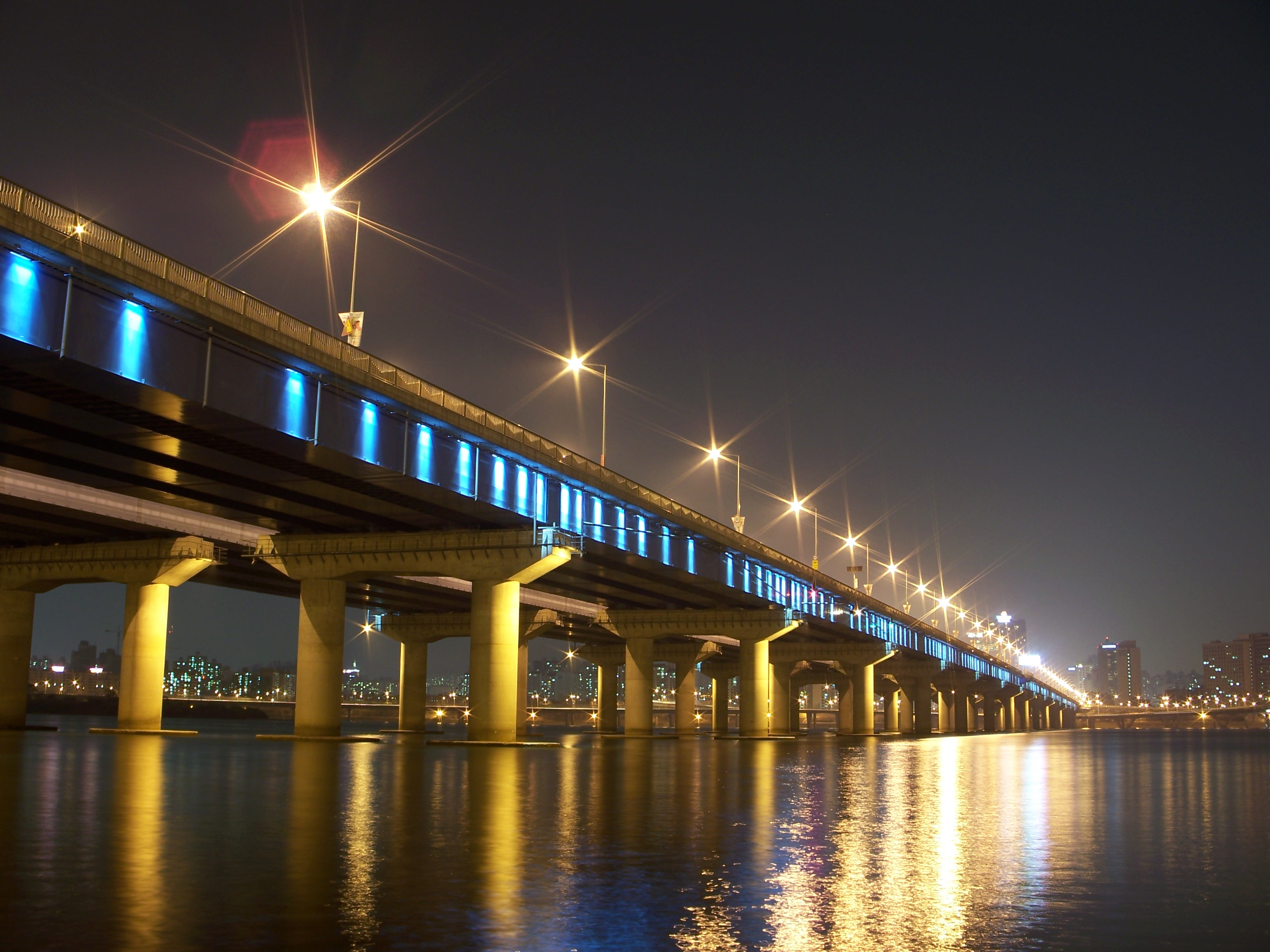
Cầu Mapo về đêm
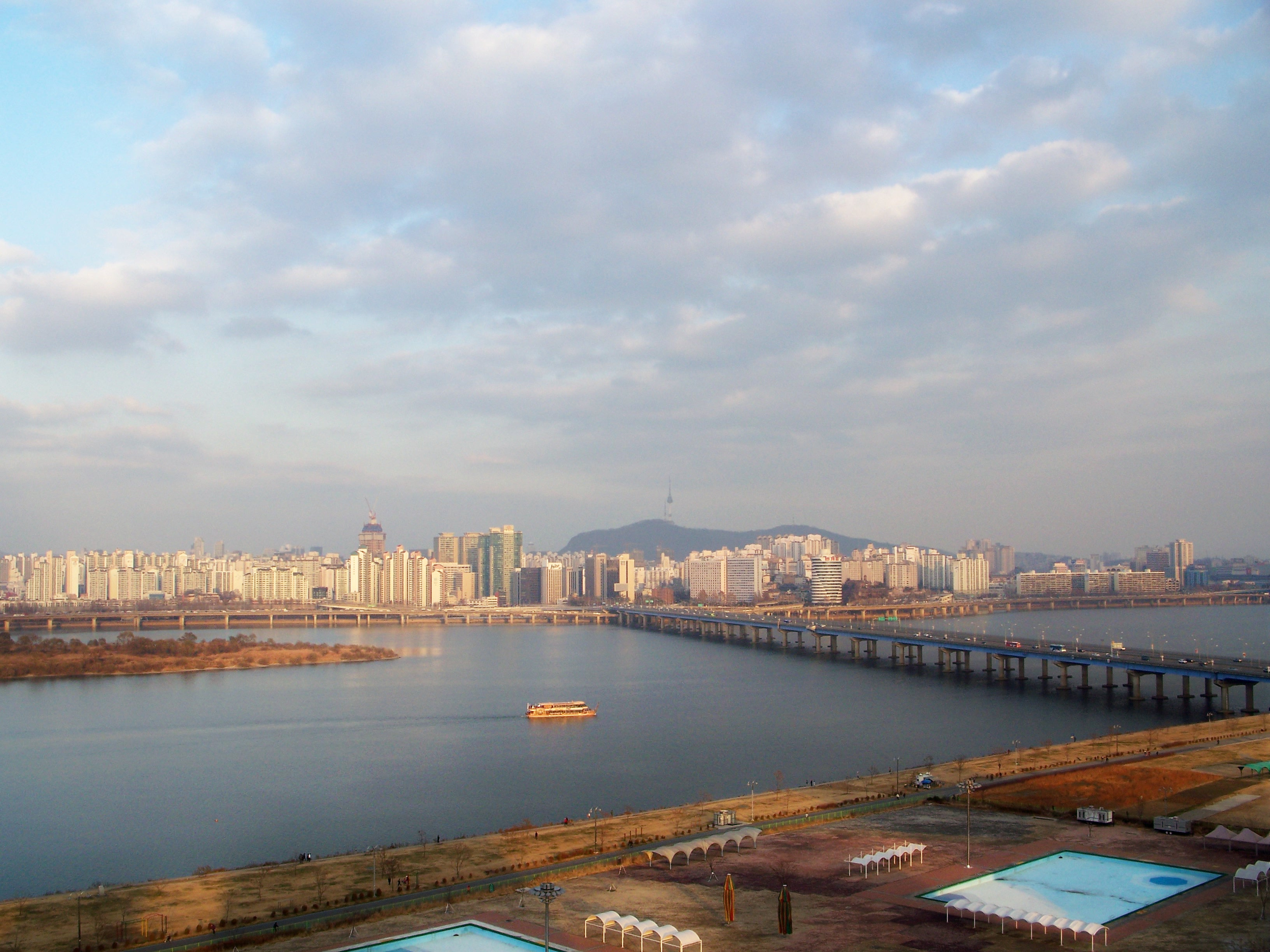
Quang cảnh cầu Mapo
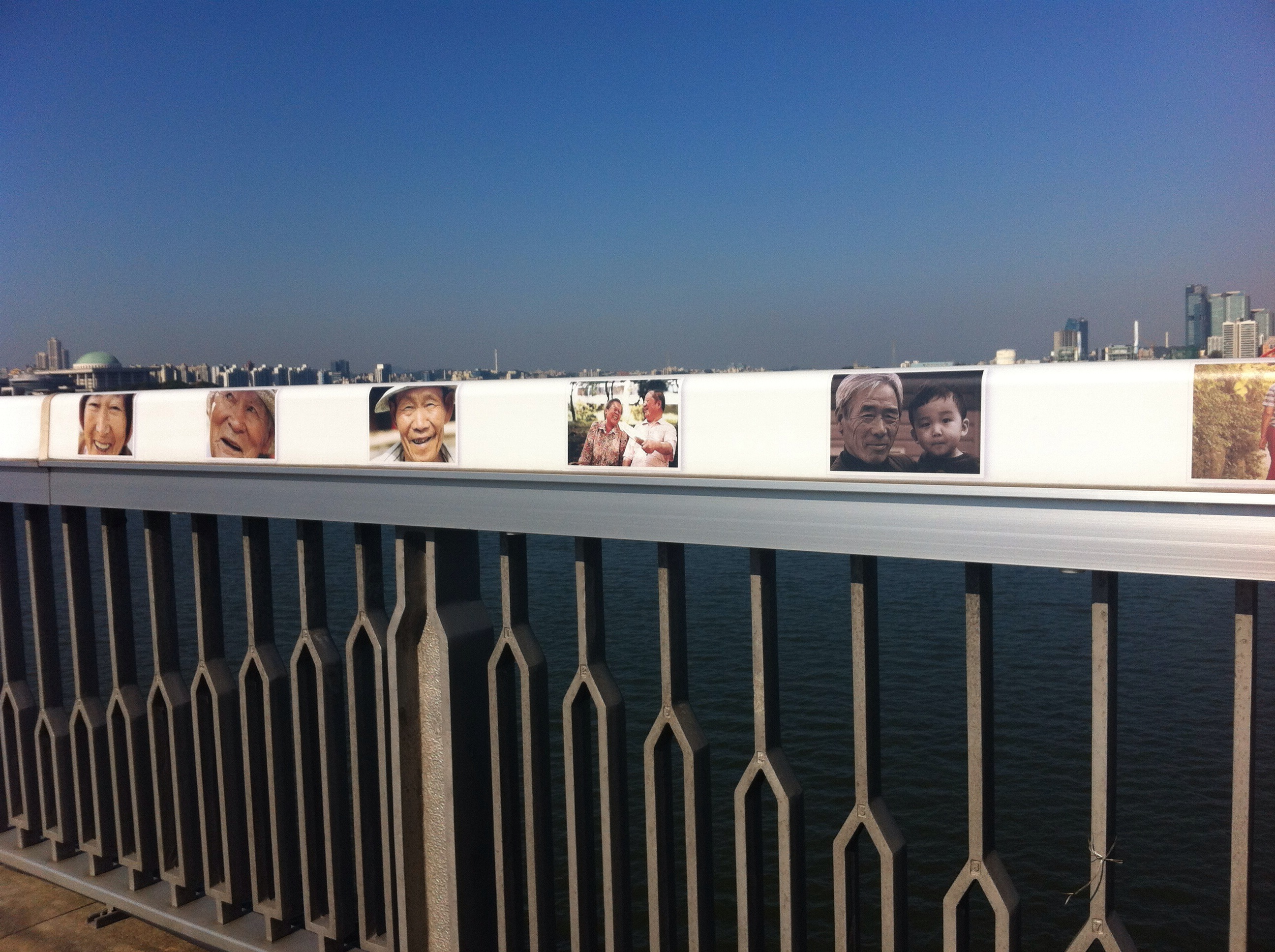
Hình ảnh khích lệ trên cầu Mapo